# Johann Hasentöter
Hans Johann Hasentöter (andere Schreibweise: Hasentödter, * 1517; † 1586) war ein deutscher Chronist.
Hasentöter schrieb das Vaterunser in lettischer Sprache, das 1550 in der lateinischen Ausgabe von Sebastian Münsters Cosmographia gedruckt wurde. Dies ist der älteste heute noch erhaltene gedruckte Text in lettischer Schrift.
Als die Hansestadt Danzig im Jahre 1577 angegriffen wurde, schrieb Hasentöter den Text zu dem Lied O Danzig halt dich feste.

## Werke
- Übersetzung des Vaterunser in die lettische Sprache. In der lateinischen Ausgabe von Münsters Cosmographia, 1550

- Chronica. Das ist: Beschreibung der fürnembsten gedechtnuswirdigen Historien/ Geschichten und Handlungen ... in artliche Teutsche Reimen gebracht. Königsberg: Johann Daubman. 1569. VD16 H 725

- Text des Liedes O Danzig halt dich feste. 1577